# Tegenpaus Innocentius III
Innocentius III, eigenlijk Lando van Sezze, was tegenpaus van 29 september 1179 – 1180. Hij was de vierde en laatste tegenpaus tegenover paus Alexander III.
Lando van Sezze stamde vermoedelijk uit een Duits adellijk geslacht. Victor IV, de eerste tegenpaus tegenover Alexander III, had hem benoemd als kardinaal. In 1178 was Calixtus III, de laatste tegenpaus tegenover Alexander III, afgetreden. Calixtus onderwierp zich daarmee aan Alexander III.
De tegenstanders van Alexander III legden zich hier echter niet bij neer en kozen een Lando tot hun nieuwe paus. Hij nam daarbij de naam Innocentius III aan en wees Palumbara aan als zijn residentie. Hij had echter maar weinig politieke steun; eerdere tegenpausen tegenover Alexander III genoten de steun van keizer Frederik I Barbarossa, maar sinds hij in 1177 vrede had gesloten met Alexander III had hij zijn steun voor de tegenpausen ingetrokken. De invloed van Innocentius III was dan ook zeer gering.
In 1180 wist Alexander III enkele aanhangers van Innocentius III om te kopen. Zij verrieden Innocentius en Innocentius werd veroordeeld tot levenslange gevangenisstraf in het klooster La Cava in Cava de' Tirreni. Dit was tijdens het bestuur van abt Benincasa. Hier overleed Innocentius uiteindelijk.
Innocentius' aanhangers legden zich bij de situatie neer. Zij kozen geen nieuwe tegenpaus tegenover Alexander III. Hiermee kwam een einde aan het kerkelijk schisma dat in 1159 begonnen was.